# Венгерская Республика (1919—1920)
Венгерская Республика (венг. Magyar Köztársaság) — государство, существовавшее на территории центральной и западной частях бывшего Венгерского королевства с августа 1919 по февраль 1920 года. Государство было создано после венгерских революций 1918—1919 годов контрреволюционными силами, которые стремились вернуться к статусу-кво, существовавшему до 31 октября 1918 года:7.

## История
6 августа 1919 года Иштван Фридрих, лидер Ассоциации товарищей Белого дома (правая контрреволюционная группа), сверг правительство Дьюлы Пейдля и захватил власть в результате бескровного переворота при поддержке Королевской румынской армии. Государственный переворот был встречен в Венгрии широко:6. На следующий день Иосиф Август объявил себя регентом Венгрии (он занимал эту должность до 23 августа, когда был вынужден уйти в отставку) и назначил Фридриха премьер-министром. 24 ноября его сменил Карой Хусар, который занимал пост премьер-министра и временного президента до восстановления монархии несколько месяцев спустя.

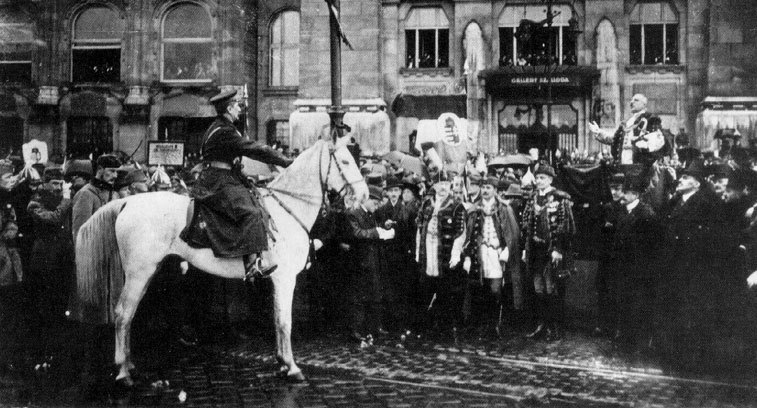
Адмирал Миклош Хорти вступает в Будапешт в качестве главы Национальная армия Венгрии 16 ноября 1919 года. Его приветствуют городские власти перед отелем «Геллерт».

Военно-антикоммунистическое авторитарное правительство, состоящее из офицеров, вошло в Будапешт в ноябре вслед за румынами. Последовал «белый террор», который привёл к заключению, пыткам и казням без суда и следствия коммунистов, социалистов, евреев, левых интеллектуалов, симпатизирующих режимам Каройи и Куна и других, которые угрожали традиционному венгерскому политическому порядку, который офицеры стремились установить. По оценкам, количество казней составило приблизительно 5 тыс. человек, кроме того, около 75 тысяч человек были заключены в тюрьму. В частности, венгерские правые и румынские силы преследовали евреев с целью возмездия. В конечном итоге Белый террор вынудил почти 100 тыс. человек покинуть страну, большинство из них — социалисты, интеллектуалы и евреи из среднего класса.
В 1920 и 1921 годах Венгрию охватил внутренний хаос. «Белый террор» продолжался против евреев и левых, безработица и инфляция стремительно росли. Беженцы-венгры хлынули через границу из Чехословакии, Румынии, КСХС, усугубляя социально-экономические проблемы. Правительство мало чем могло помочь населению. 
В январе 1920 года впервые в политической истории страны венгры проголосовали на тайных выборах и избрали контрреволюционное и аграрное большинство в однопалатный парламент (Национальное собрание Венгрии). Возникли две основные политические партии: социально-консервативная Партия христианского национального союза и Национальная партия мелких землевладельцев и сельскохозяйственных рабочих, которая выступала за земельную реформу. 
29 февраля 1920 года парламент восстановил венгерскую монархию, положив конец республике, а в марте отменил как Прагматическую санкцию 1723 года, так и Австро-венгерское соглашение 1867 года. 
Парламент отложил избрание короля до тех пор, пока не стабилизируется политическое положение. Бывший австро-венгерский адмирал Миклош Хорти стал регентом и занимал эту должность до 1944 года.